# Avro 552
Die Avro 552 war ein einmotoriger Doppeldecker des britischen Herstellers Avro.

## Geschichte
Nach dem Ersten Weltkrieg legte man bei Avro ein Programm zur Modernisierung des erfolgreichen, aber inzwischen veralteten Modells Avro 504 K auf. So wurden zwei unbenutzte Zellen der 504K zunächst mit unterschiedlichen Motoren ausgestattet. Die erste Maschine, als Avro 548 bezeichnet, wurde mit einem 80 hp (59,66 kW/81,11 PS) leistenden Renault-Triebwerk bestückt, die andere erhielt einen 90 hp (67,11 kW/91,25 PS) starken Curtiss OX-5 und wurde als Avro 545 bezeichnet.
Vergleichstests zwischen beiden Varianten führte zunächst zu dem Entschluss, den Renault-Motor für ein leichtes Reiseflugzeug zu verwenden, jedoch arbeitete man auch an Plänen für ein Schulflugzeug für Fortgeschrittene in Schwimmerausführung mit besseren Flugleistungen als die 504L.
Da aufgrund des Kriegsendes Tausende von Triebwerken des Typs Wolseley Viper mit einer Leistung von 134 kW/182 PS zur Verfügung standen, die ursprünglich für den Einbau in Royal Aircraft Factory S.E.5A vorgesehen waren, baute man bei Avro zunächst in eine Standard-504K zu Testzwecken einen Motor dieses Typs ein. Diese Prototyp mit dem Kennzeichen G-EAPR erhielt die Typenbezeichnung Avro 551 und startete im Oktober 1920 zu seinem ersten Flug. Nach ausgiebigen Flugversuchen wurde die Maschine modifiziert: für den Motor mit relativ hohem Treibstoffverbrauch wurde ein zusätzlicher Treibstofftank in der Mittelsektion der oberen Tragfläche angebracht, ein Doppelsteuer wurde eingebaut, und die Form der Querruder wurde verändert. Nach diesen Umbauten erhielt das Flugzeug die endgültige Typenbezeichnung Avro 552 in der Ausführung als Landflugzeug. Die Schwimmerversion sollte die Bezeichnung Avro 552A erhalten.
Am 16. Juli 1921 nahm die erste Maschine, ausgestattet mit einem V-förmigen Fahrwerk, beim Aerial Derby in Croydon teil und beendete dieses Rennen auf dem fünften Platz. Nach dem Rennen wurde das Radfahrwerk durch einen hölzernen Doppelschwimmer ersetzt, und die Maschine absolvierte so ausgerüstet Demonstrationsflüge in Hamble, die in einer Bestellung von 13 Stück dieser Seeflugzeuge durch das argentinische Ministerium mündeten. Die Produktion dieser Maschinen begann im Oktober 1921, sie waren mindestens bis 1927 in Bahia Blanca/Argentinien als Schulflugzeuge im Einsatz. Zwei weitere Maschinen dieses Typs verkaufte Avro nach Bulgarien.
Die G-EAPR wurde im Frühjahr 1922 erneut umgebaut und diente als Testträger für verschiedene Detaillösungen, die man bei Avro im Rahmen der Modellpflege in den Typ 504N (Einzelheiten zur Avro 504N siehe unter Avro 504) einbringen wollte. In dieser Version erhielt das Flugzeug vorübergehend die Bezeichnung Avro 552B.
Als im Jahre 1924 die kanadische Luftwaffe (RCAF) Flugzeuge für die Überwachung von Wäldern benötigte (Forestry Patrol Aircraft), schloss Avro mit der Canadian Vickers Ltd. einen Vertrag, nach dem der kanadische Hersteller fünf Maschinen in einer einsitzigen Landversion (552A) bauen durfte; es folgte kurz darauf ein Vertrag über den Lizenzbau von neun zweisitzigen Wasserflugzeugen (552) auf Basis der G-EAPR. Abweichend von der Avro-Entwicklung erhielten diese Flugzeuge Doppelschwimmer der US-amerikanischen Firma US Naval Aircraft Factory und vergrößerte Tanks für eine größere Reichweite. Diese kanadischen Maschinen schieden bereits im Jahre 1928 aus dem aktiven Dienst aus.
Der bewährten G-EAPR war jedoch noch ein weiterer Entwicklungsschritt beschieden – die Tragflächen dieser Maschine wurden entfernt und im Jahre 1927 diente der Rumpf als Grundlage für den Autogiro Avro 586 (auch als Cierva C.8V bezeichnet) im Rahmen der Kooperation zwischen Alliott Verdon Roe und dem Spanier Juan de la Cierva. Nach Versuchsflügen in den Jahren 1928 und 1929 unter dem Kennzeichen G-ETBX wurde die Maschine verkauft, vom Käufer wieder in eine 552A verwandelt und mit dem vom Typ 504K bekannten Fahrwerk mit Mittelkufe sowie Stützrädern unter den Tragflächen versehen. Mit dem Kennzeichen G-ABGO wurde das Flugzeug nun bis 1933 von der Firma Inca Aviation Ltd. für den Bannerschlepp verwendet.
Avro hat keine Maschinen vom Typ 552 für den britischen Markt gefertigt. Dennoch existierten drei Exemplare dieses „Viper Avro“ genannten Typs in England; diese wurden 1932 von C.B. Field in Kingswood Knoll in Surrey aus von Avro nicht verwendeten Teilen aufgebaut und ebenfalls von der Firma Inca bis 1935 geflogen. Danach wurden die Maschinen verkauft, jedoch nur kurze Zeit vom neuen Eigentümer verwendet.

## Militärische Nutzer
Argentinien

 Bulgarien

 Kanada
- Royal Canadian Air Force

## Technische Daten
| Kenngröße                   | Daten                                                                           |
| --------------------------- | ------------------------------------------------------------------------------- |
| Besatzung                   | 2 (ein Pilot und ein Passagier bzw. Fluglehrer und Flugschüler)                 |
| Länge                       | 8,53 m                                                                          |
| Spannweite/Oberflügel       | 10,97 m                                                                         |
| Höhe                        | 3,18 m                                                                          |
| Flügelfläche                | 32,532 m²                                                                       |
| max. Startmasse vollgetankt | 1.025 kg                                                                        |
| Triebwerk                   | ein wassergekühlter Wolseley-Viper-Motor mit einer Leistung von 134 kW (182 PS) |